# 孔纳木错
孔纳木错，位于中国西藏自治区那曲市双湖县境内，地处双湖县南部，北与多尔索洞错相通。原为多尔索洞错的一个湖湾，后因湖面萎缩，主演演变为一个半封闭的小湖。湖面海拔4921米，面积15.4平方公里。